# Nadežda Filaretovna von Meck
Nadežda Filaretovna von Meck (in russo Надежда Филаретовна фон Мекк?; Znamenskoe, 10 febbraio 1831 – Nizza, 13 gennaio 1894) è stata una mecenate russa, vedova del magnate delle ferrovie russe Karl von Meck.

## Biografia
Considerata una formidabile donna d'affari, la si ricorda oggi perlopiù per il ruolo determinante che ha assunto nella vita del compositore russo Pëtr Il'ič Čajkovskij. Musicista ella stessa, assistette finanziariamente, oltre al grande russo, anche Nikolaj Rubinstein, Claude Debussy e i fratelli Władysław e Henryk Pachulski. Ma fu col gigante di Votkinsk che la von Meck si dimostrò generosissima e disinteressata, garantendogli copiose risorse sin dai di lui primi anni di studio ed apprendistato e, sebbene Čajkovskij si rendesse ben presto non più dipendente da tali elargizioni, la von Meck continuò a sovvenzionarlo fino al 1890, quando ella, bruscamente, interruppe tale rapporto, forse turbata dalle voci sull'omosessualità del grande compositore.
Tuttavia, questa motivazione non è universalmente accettata ed un vasto dibattito, con varie tesi, si è sviluppato nei decenni sull'argomento. Čajkovskij la ripagò dedicandole la sua Quarta Sinfonia. Nonostante le molte diverse versioni sulla fine della loro relazione platonica, è certo che il legame che li coinvolse fu molto intenso. Nadežda von Meck morì di tubercolosi il 13 gennaio 1894 a Nizza, appena due mesi dopo la scomparsa di Čajkovskij. Alla nipote Anna venne chiesto come la compianta madrina della musica avesse accettato la scomparsa del maestro ma la risposta fu: "Non la poté accettare".